# دژ آبروچیل
دژ آبروچیل (انگلیسی: Aberuchill Castle) قلعه‌ای در اسکاتلند است.